# Berlino Hotel
Berlino Hotel (Hotel Berlin) è un film drammatico del 1945 diretto da Peter Godfrey e interpretato da Faye Emerson, Helmut Dantine, Raymond Massey e Andrea King.
È l'adattamento del romanzo Hotel Berlin '43 della scrittrice Vicki Baum, seguito di Menschen im Hotel che nel 1932 era stato portato sul grande schermo da Edmund Goulding con il film Grand Hotel.

## Trama
Nell'attesa degli ultimi eventi della seconda guerra mondiale e dell'inevitabile resa della Germania nazista le vite di vari personaggi si incrociano nell'Hotel Berlin. Tra questi c'è Martin Richter, partigiano tedesco ricercato dalla Gestapo che tenta di nascondersi aiutato da alcuni membri del personale. Lo aiuterà a fuggire l'attrice e collaborazionista Lisa Dorn, prima di essere accusata dal regime di tradimento perché amante del Generale Arnim von Dahnwitz, ideatore di un complotto contro Hitler.

## Produzione
Le riprese furono effettuate nei Warner Bros. Studios di Burbank dal 15 novembre 1944 al 15 gennaio 1945, ovvero nello stesso periodo in cui il film è ambientato. Per questo motivo la sceneggiatura venne continuamente aggiornata, così da tenere conto dei mutevoli eventi che stavano caratterizzando le fasi finali della seconda guerra mondiale.
Secondo un comunicato stampa conservato nella Biblioteca dell'Academy, il film avrebbe dovuto essere diretto da Herman Shumlin, fresco di nomination ai premi Oscar per Quando il giorno verrà.
Altri comunicati riportano che come consulente tecnico fu scelto Roger Neury, già maître dell'Hotel Adlon nella Berlino prebellica, mentre l'attrice tedesca di origine ebrea Trude Berliner, fuggita dalla Germania nazista e giunta negli Stati Uniti nel 1939, aiutò Andrea King e Faye Emerson con l'accento tedesco.
La stessa Faye Emerson convolò a nozze con Elliott Roosevelt, figlio del presidente degli Stati Uniti, proprio durante la lavorazione del film. Sebbene a Hollywood le "quotazioni" di Andrea King fossero maggiori all'epoca, gli studios approfittarono della situazione e misero in maggior evidenza il nome della Emerson nel cast.

## Distribuzione
Il film fu distribuito negli Stati Uniti a partire dal 2 marzo 1945.
In seguito è stato proiettato due volte al Festival di Berlino: nel 1983 in una retrospettiva dedicata agli attori tedeschi costretti a lasciare la Germania negli anni trenta dopo l'ascesa del regime nazista, e nel 1990 in quella dedicata a produzioni internazionali uscite nel 1945.

### Date di uscita
- USA (Hotel Berlin) - 2 marzo 1945
- Australia (Hotel Berlin) - 28 giugno 1945
- Messico (Hotel Berlín) - 6 luglio 1945
- Svezia (Hotel Berlin) - 13 agosto 1945
- Finlandia (Hotel Berlin) - 15 febbraio 1946
- Portogallo (Hotel Berlim) - 25 maggio 1946
- Francia (Hôtel Berlin) - 7 febbraio 1947

## Critica
La rivista Variety scrisse un'ottima recensione del film, ritenendolo «un altro tempestivo colpo per la Warner» come lo erano stati in precedenza Casablanca e Confessioni di una spia nazista.